# Migingo
Migingo é uma ilha com área de apenas 2000 m2 (0,2 hectares) no lago Vitória, em águas do Quénia. A ilha tem sido alvo de disputa territorial entre Quénia e Uganda, por causa dos direitos de pesca no lago, sobretudo da perca-do-nilo. É uma das ilhas mais densamente povoadas do mundo, tendo, em 2016, um total de 131 habitantes.